# Literatura sumèria

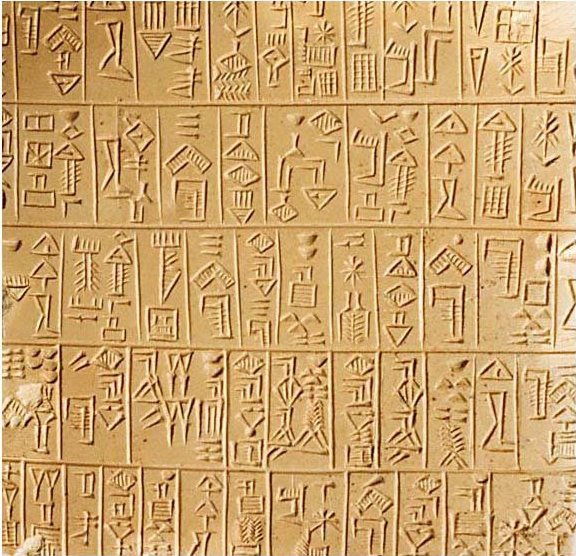
Inscripció sumèria del s. XXVI ae

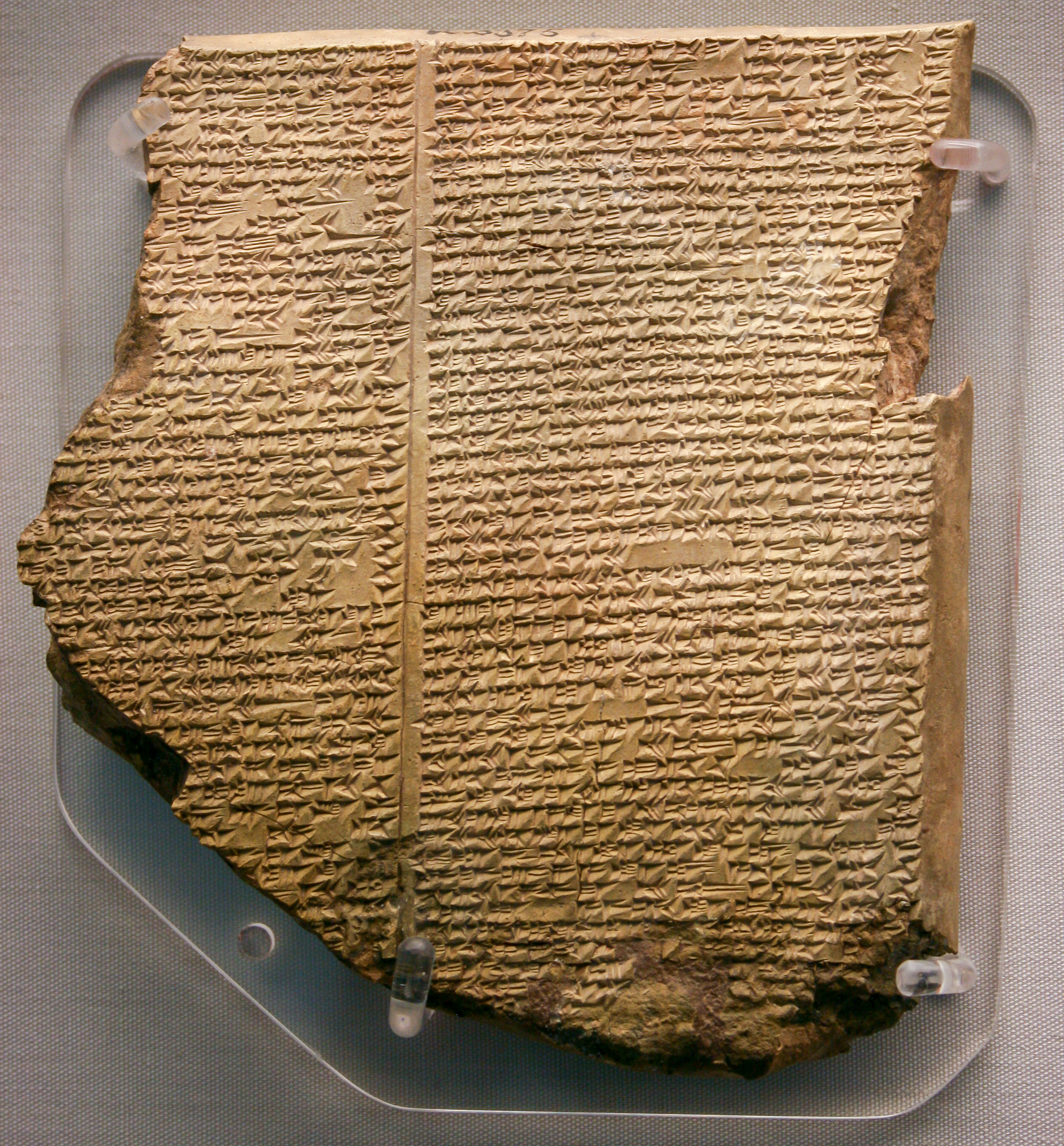
Tauleta sobre el diluvi, del Poema de Guilgameix (c.), Museu Britànic

La literatura sumèria és la literatura més antiga del món. Com després van fer altres pobles, els sumeris van construir històries per explicar l'origen del món, els mites sobre els déus i els semidéus, el paper dels herois, la màgia i els miracles, i la lluita a favor i en contra dels homes.
Els sumeris van idear el primer sistema d'escriptura, iniciant-la amb logogrames cuneïformes, que van evolucionar cap a un sistema d'escriptura sil·làbic.
L'idioma sumeri, que és una llengua aïllada, no relacionada ni amb l'accadi (que inclou el babiloni i l'assiri) ni amb l'arameu, totes dues semítiques, ni amb l'elamita. es va mantenir com a llengua oficial i literària durant els imperis Accadi i babiloni, fins i tot després que la llengua parlada ja no fos usada per la població. L'alfabetització estava estesa, i els texts sumeris que copiaven els estudiants van influir després en la literatura babilònica.
La literatura sumèria no ha arribat fins a nosaltres directament, sinó que l'arqueologia l'ha redescobert. Tant els accadis com els babilonis, van rebre una gran aportació de l'herència literària sumèria. La civilització sumèria va acabar absorbida per l'Imperi Accadi cap a finals de l'any 2000 aC i les religions sumèria i accàdia es van barrejar intensament, i també la seva literatura. Les tradicions sumèries es van estendre per Orient Mitjà, aportant, influint en gran manera la literatura que sorgiria en aquesta zona, fins i tot la Bíblia.

## Obres literàries
Les obres importants de la literatura sumèria inclouen:
- Enlil i Ninlil, un mite sobre el naixement de diverses divinitats.
- La història de Ziusudra, un mite sumeri de la Creació i del Diluvi (en anglés)
- Dues llegendes d'Enmerkar:
  - Enmerkar i el senyor d'Aratta (en anglés)
  - Enmerkar i En-suhgir-ana (en anglés)
- Dues llegendes de Lugalbanda durant la campanya contra Aratta:
  - Lugalbanda a la cova de la muntanya (en anglés)
  - Lugalbanda i l'ocell Anzu (en anglés)
- Cinc històries en el Poema de Guilgameix:
  - Guilgameix i Aga (en anglés)
  - Guilgameix i el Toro del cel (en anglés)
  - La mort de Guilgameix (en anglés)
  - Guilgameix, Enkidu i el Món Inferior (en anglés)
  - Guilgameix i Huwawa (versió A, versió B)
- Himne al temple de Kesh
- Lamentació sobre la destrucció d'Ur
- Una sèrie de poemes llargs que relaten les gestes de la dea Inanna
  - Inanna i els Me (en anglés)
  - Inanna i Ebih (en anglés)
  - Inanna i Xukaletuda (en anglés)
  - Inanna i Gudam (en anglé)
  - Inanna i An (en anglés)
  - Viatge d'Inanna als inferns (en anglés)
  - El somni de Dumuzid (en anglés)
- Disputes sumèries
- Instruccions de Xuruppak
- Llegenda de Dan-El
- Himnes reials sumeris